# Ghislaine Maxwell
Ghislaine Noelle Marion Maxwell (Maisons-Laffitte, 25 de diciembre de 1961) es una exempresaria y exsocialite de triple ciudadanía (británica, francesa y estadounidense) y delincuente sexual convicta, condenada a 20 años de prisión. Hija del magnate de medios de comunicación Robert Maxwell, Ghislaine se relacionó con el financiero estadounidense Jeffrey Epstein, implicado en asuntos de explotación sexual de menores, mismas acusaciones que recayeron sobre ella como facilitadora de dichos encuentros.
El 2 de julio de 2020 el FBI detuvo a Maxwell en Nuevo Hampshire tras varios años en paradero desconocido. El 29 de diciembre de 2021 fue declarada culpable de 5 de los 6 cargos de los que se le acusaba, incluyendo prostitución infantil y tráfico de personas.

## Biografía
Novena hija (y la más joven) de Elisabeth Meynard y magnate de medios de comunicación británico Robert Maxwell, Ghislaine nació en las afueras de París y creció en una mansión de Oxfordshire. Educada en la Universidad de Oxford, en Inglaterra, su padre la puso a cargo del club de fútbol Oxford United, de su propiedad, y nombró a uno de sus yates 'Lady Ghislaine' en su honor. El magnate estaba precisamente en esa embarcación en noviembre de 1991 cuando desapareció frente a las islas Canarias (España), muerte que fue catalogada por la justicia como "ahogamiento accidental". Luego se descubrió que el magnate había retirado de manera ilegal 460 millones de libras estrelinas del fondo de pensiones del Mirror Group, compañía de su propiedad.
Mientras se especulaba que la muerte de Robert Maxwell podría haber sido un accidente o un suicidio, Ghislaine insistía en que fue un asesinato. En noviembre de 1992 voló en un Concorde a Nueva York, donde se estableció y continuó ofreciendo fiestas (ya en Inglaterra era reconocida como una socialite organizadora de suntuosos eventos a los que acudían personajes ricos y poderosos), y donde conoció al millonario estadounidense Jeffrey Epstein.
Tras iniciar una relación sentimental con Epstein, Ghislaine se ocupó de "atraer, transportar y traficar con niñas menores de edad, algunas de tan solo 14 años, para que ella y Jeffrey abusaran de sus víctimas", según estableció posteriormente la justicia.

### Juicio y suicidio de Epstein
Epstein fue acusado en 2005 de abusar sexualmente de una niña de 14 años. El magnate se declaró culpable y en un acuerdo con el fiscal, recibió una condena de 13 meses de prisión con el beneficio de salir 12 horas al día para trabajar. En noviembre de 2018 fue denunciado públicamente por decenas de mujeres que afirmaron haber sido víctimas de abuso cuando eran menores de edad y fue detenido el 6 de julio de 2019, acusado de tráfico sexual de menores en Florida, en Nueva York y en su isla privada en las Islas Vírgenes. Las investigaciones revelaron que había montado una red de trata de personas con invitados de mucho poder, a los que filmaba en secreto para tener material para someterlos a chantaje.
Tres semanas después de que intentara quitarse la vida, el 10 de agosto de 2019 Epstein apareció muerto en su celda, y aunque se sospechó de un suicidio el equipo forense no fue concluyente al determinar la causa de la muerte.

### Juicio y condena contra Maxwell
Ghislaine Maxwell vendió en 2016 su casa en Manhattan y mantuvo un perfil bajo hasta que fue arrestada en julio de 2020 en Nuevo Hampshire y quedó detenida en Brooklyn.

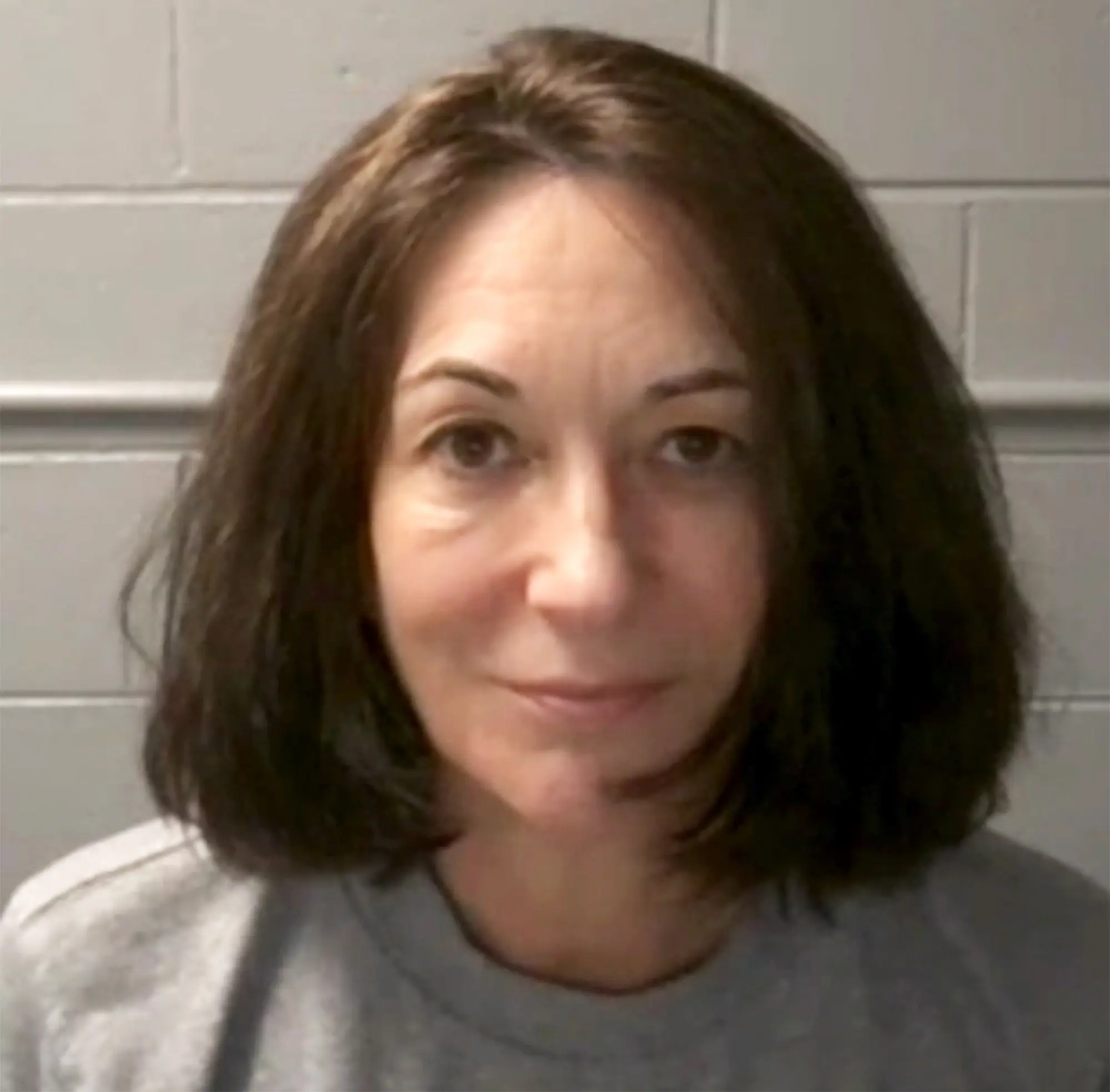
Foto policial de Maxwell de 2022

Durante el juicio en su contra testificaron cuatro víctimas de abuso: Annie Farmer y tres mujeres que no quisieron identificarse y declararon bajo el seudónimo Jane Doe. Maxwell negó las acusaciones y calificó a Epstein como: "un hombre manipulador, astuto y controlador". En diciembre de 2021 fue encontrada culpable de cinco de los seis cargos que se le imputaban, entre ellos reclutar y traficar adolescentes para que Epstein abusara de ellas, en junio de 2022 fue sentenciada a pagar una multa de 750.000 dólares y a cumplir 20 años de prisión. Los fiscales habían pedido de 30 a 55 años de prisión.
El abogado Brad Edwards, representante de unas 65 víctimas del caso, calculó que Epstein abusó de más de 500 mujeres con la ayuda de Ghislaine Maxwell, sobre quien opinó: "Alimentó a un monstruo, y para eso hay que ser otro monstruo". La jueza Alison J. Nathan dijo en el juicio contra Maxwell que la mujer "desempeñó un papel fundamental en la facilitación del abuso sexual".

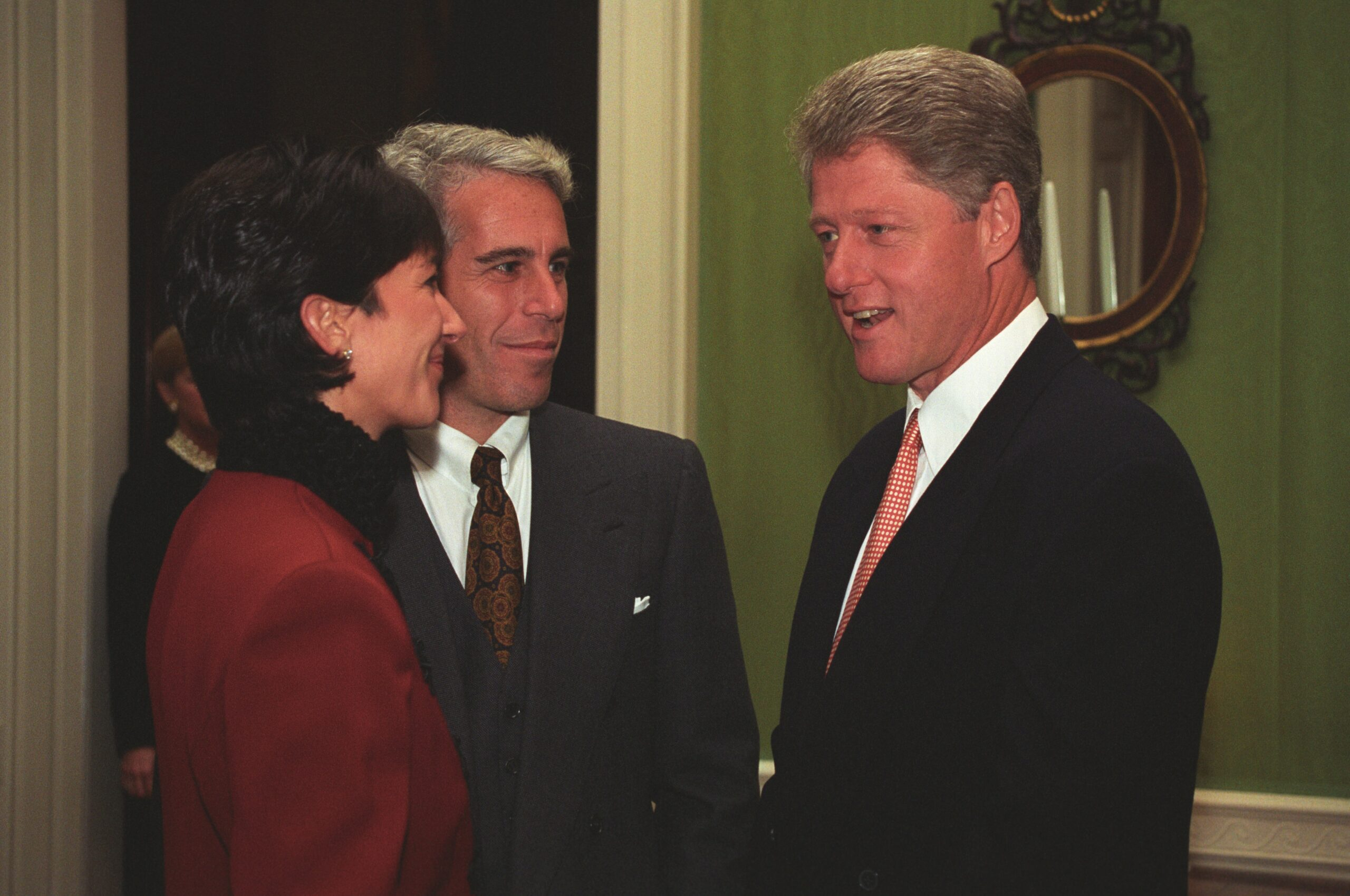
Maxwell, Epstein y Bill Clinton en 1993.

"Maxwell no está siendo castigada en lugar de Epstein o como representante de Epstein. El comportamiento de Maxwell fue atroz y depredador", sostuvo en sus argumentos la jueza Nathan.
En tanto, Virginia Giuffre presentó en 2021; una demanda civil contra el príncipe Andrés por abuso sexual cuando ella tenía 17 años, y acusó a Ghislaine Maxwell de haberla entregado con ese fin. El 15 de febrero se anunció que el príncipe y Giuffre alcanzaron un acuerdo extrajudicial por una cifra no revelada, aunque The Daily Telegraph aseguró que Andrés pagó 13 millones de dólares.
Virginia Giuffre falleció el 26 de abril de 2025 a los 41 años, en Australia, por suicidio según su familia, si bien su padre y su abogada pidieron una investigación porque tenían serias dudas de que se tratase de un suicidio.